# 정보 비대칭
정보 비대칭(情報非對稱, 영어: Information asymmetry)은 경제학에서 시장에서의 각 거래 주체가 보유한 정보에 차이가 있을 때, 그 불균등한 정보 구조를 말한다. 정보의 비대칭성은, 사람들이 보유하는 정보의 분포에 편향이 있어, 경제 주체 사이에 정보 격차가 생기는 현상 또는 그러한 성질을 말한다.

## 같이 보기
- 완전정보
- 공생마케팅
- 역선택
- 도덕적 해이
- 내부자 거래
- 레몬 시장
- 정보 과다
- 결정장애 세대(Generation Maybe)
- 올리버 예게스(Oliver Jeges)